# Медаль Освобождения (Кувейт)
Медаль Освобождения (араб. وسام التحرير‎, Уисаам ат-Тахриир) — государственная награда Кувейта для награждения участников кампании по освобождению Кувейта 1991 года.

## История
Медаль предложена главой штаба 16 июня 1994. Одобрена Советом министров Кувейта как награда имеющая пять классов, классы зависят от ранга награждаемого.

## Описание
Как известно, кувейтцы выбрали в качестве герба традиционный дхоу. Соколиная охота считается королевским спортом в странах Арабского залива. Сокол используется как символ арабской доблести. Чёрный цвет официально символизирует поля сражений, белый – скорбь по погибшим, красный – цвет крови врагов Кувейта.

## Медаль Освобождения пятого класса
Бронзовая медаль  с эмалью, 40 мм в диаметре прикреплена кольцом к пряжке. На лицевой стороне изображён герб Кувейта, состоящий из щита, раскрашенного в цвета флага, на него наложено изображение сокола с расправленными крыльями.  Сокол поддерживает диск, на котором изображён парусник, на вершине диска выбито полное название государства.  Сверху идёт надпись арабской вязью: 1991 медаль освобождения. На обратной стороне медали изображена карта Кувейта  в расходящихся лучах.
Ленточка раскрашена в цвета государственного флага Кувейта и содержит три полосы одинаковой ширины в 11,5 мм, каждая окрашена в следующий цвет: англ. Old Glory Red 67156; англ. White 67101; и англ. Irish Green 67189. Сверху – трапеция чёрного цвета.

## Медаль Освобождения третьего класса
Медаль выполнена из серебра.

## Ношение по странам

### Австралия
Согласно постановлению австралийского правительства служащие могут принимать эту медаль в качестве памятного подарка, но ношение её на униформе до сих пор запрещается.

### Канада
Согласно постановлению канадского правительства служащие могут принимать эту медаль в качестве памятного подарка, но ношение её на униформе до сих пор запрещается. Впрочем. большинство канадских солдат, представленных к получению медали так её и не получили.

### Великобритания
Согласно постановлению правительства Её величества служащие могут принимать эту медаль в качестве памятного подарка, но ношение её на униформе строго запрещается.

### США

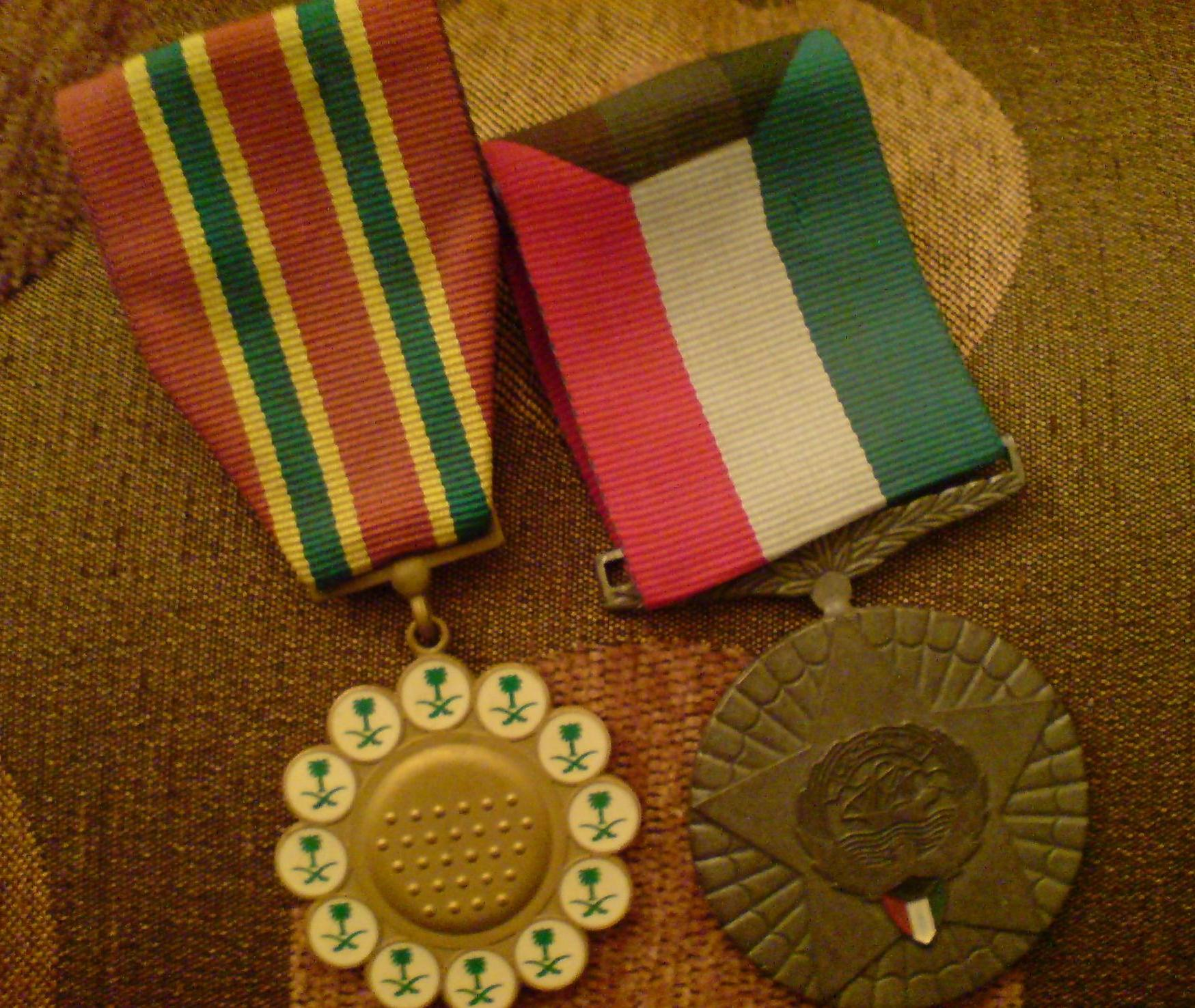
Две версии медали освобождения: слева - саудовская, справа - кувейтская 4-го класса

Все служащие-американцы принимают медаль только пятого класса. 
Критерии награждения: Медаль присуждается участникам военной коалиции, участвовавшим в операции «Щит пустыни» и  «Буря в пустыне», происходящим в одной или нескольких областях в период со 2 по 31 августа 1990 и 31 августа 1993 года: Перечень областей: Персидский залив. Красное море,  Оманский залив,  Аденский залив, часть Аравийского моря, лежащая к северу от 10 градусов северной широты и западнее 68 градусов восточной долготы, также как территории Ирака, Кувейта, Саудовской Аравии, Омана, Бахрейна, Катара и Объединённых Арабских Эмиратов. Для получения медали служащий должен удовлетворять следующим требованиям: 
- Быть приписанным или нести постоянную службу в течение одного или более дней в составе подразделения, принимающего участие в наземных или прибрежных  военных действиях
- Быть приписанным или нести постоянную службу в течение одного или более дней на борту корабля, прямо поддерживающих военные действия.
- Непосредственно участвовать в качестве члена экипажа в одном или нескольких воздушных полётах, прямо поддерживающих военные действия в указанных выше районах.
- Выполнять служебный долг непрерывно в течение 30 дней или 60 дней с перерывами. Эти временные ограничения могут быть сняты юридически для служащих, непосредственно участвовавших в боевых действиях. 
Правительство Кувейта предложило награждать Медалью освобождения служащих Вооруженных сил США в письме от 16 июля 1994. Министр обороны Уильям  Дж. Пери одобрил это предложение в меморандуме от 16 марта 1995. 
Кувейтская версия медали рассматривается как младшая по положению по сравнению с саудовской версией этой медали.